# Keiwelbach
Keiwelbach (en luxembourgeois : Keiwelbaach ) est une localité de la commune luxembourgeoise de la Vallée de l'Ernz située dans le canton de Diekirch.